# Arnon Petwat
Arnon Petwat (thailändisch อานนท์ เพชรวัต, * 10. November 1989) ist ein thailändischer Fußballspieler.

## Karriere
Arnon Petwat steht seit mindestens 2019 beim Krabi FC unter Vertrag. 2019 spielte der Verein aus Krabi in der dritten Liga. Hier trat man in der Lower Region an. Am Ende der Saison 2021/22 feierte er mit dem Verein die Meisterschaft in der Southern Region der Liga. In den Aufstiegsspielen zur zweiten Liga konnte man sich durchsetzen und man stieg in die zweite Liga auf.

## Erfolge
Krabi FC
- Thai League 3 – South: 2021/22  ▲